# Žovnek
Žovnek (německy Sanneck) je jeden z největších hradů ve Slovinsku stojící na kopci u Žovneckého jezera v nadmořské výšce 409 metrů. Místní páni získali v dubnu 1341 titul hrabat z Celje.

## Historie
Hrad je poprvé zmiňován v listinách z období kolem roku 1130, 1144 a 1173 v souvislosti s Gebhardem II. V roce 1278 se hrad připomíná jako Castrum Sevnekke. I další pojmenování hradu – Sannegg, Sonekke, Sonhec, Sanhek, Saunekke, Seunek, Sewnek, Sawnek – naznačovala souvislost se Savinjou, přítokem Sávy. V roce 1333 přesídlili místní páni do Celje. Po vymření rodu Celjských drželi hrad v letech 1446 až 1600 Habsburkové. Ti hrad prodali Adamu Schrattovi, po němž se další vlastníci rychle střídali. V době selských rebelií byl hrad poškozen. Opuštěn byl v roce 1816 a materiál z něj posloužil k výstavbě zámku Novi Žovnek. Rekonstrukce trosek hradu byla zahájena v roce 1993.